# Dzień drogi do Meorii
Dzień drogi do Meorii – powieść fantastycznonaukowa Marka Oramusa wydana w 1990. Książka, ukończona w 1988, została wydana trzykrotnie, po raz pierwszy przez wydawnictwo Iskry, zaś po raz drugi w 1997 przez wydawnictwo SuperNowa. Najnowsze wydanie ukazało się nakładem Stalker Books.

## Fabuła
Ziemie podbita przez niedźwiedziopodobnych, jednorękich Hoam, chyli się ku upadkowi. Ludzie wegetują na pustyniach, gardzi się cywilizacyjnymi osiągnięciami ludzkości, w zaniku jest edukacja, króluje donosicielstwo i serwilizm wobec obcych. Głównym bohaterem jest suweren–kapłan Quiston Fa. Jest jednym z Renegatów – buntowników, którym udało się uciec z ojczystego świata opanowanego i okupowanego przez obcą rasę Hoam. Dostaje on zadanie wyruszenia w charakterze agenta specjalnego do zniewolonego świata.

## Analiza i krytyka
Powieść sumuje doświadczenia polskiej szkoły fantastyki socjologicznej, czy jest z nią rozliczeniem. Maciej Parowski pisze: „Ta książka to dzieło schyłkowe, a zarazem ukoronowanie nurtu i zespołowych duchowych zmagań. [...] Powieść scala wiele wcześniejszych przemyśleń i odkryć Szulkina, Żwikiewicza, Zajdla”. Z kolei Adam Mazurkiewicz uważa, że „utwór można odczytywać w kontekście poszukiwań nowej formuły fantastyki poruszającej problematykę społeczno-polityczną”, do czego skłaniał czas przełomu lat 80. i 90., „okres poszukiwań fantastyki socjologicznej, którą rzeczywistość społeczno-polityczna postawiła w obliczu nowych wyzwań”.
Mazurkiewicz twierdzi, że powieść jest jednym z nielicznych przykładów na książki, wydane na przełomie lat 80. i 90., które nawiązywały do wcześniejszej fali social fiction, a nie były kontynuacjami powieści wydanych wcześniej. Oramus – jak pisze – tylko „pozornie korzysta z tej samej poetyki i schematu fabularnego, co Janusz A. Zajdel bądź Maciej Parowski (system zniewalający jednostkę, osamotniony bohater, demaskujący mechanizmy władzy, obraz nadużyć decydentów)”. Naukowiec zauważa, że Oramus wykorzystuje w powieści estetykę groteski, co może świadczyć o „niewystarczalności dotychczasowych sposobów ukazywania zagrożeń totalitaryzmem”.
Parowski ocenia: „Oramus przeraża i krzepi. Daje wizję wielopostaciowego pogromu, ale zarazem nadzieję, Pokazuje upadek, lecz także dążenie do wielkości”. Z formalnego punktu widzenia powieść ma interesująca konstrukcję. Czytelnik w trakcie czytania powieści śledzi kilkanaście postaci, pozornie nie mających ze sobą związku. Dopiero na końcu składają się one w spójną intrygę. Parowski pisze: „powieść jest wielowątkowym koszmarem, tak kunsztownie, nadmiarowo i dynamicznie splątanym”, ale jednocześnie „jej odbiór dostarcza dużych satysfakcji intelektualnych, estetycznych, moralnych”.
Jej tytuł nawiązuje do wzorcowego miasta komunistycznego z Obłoku Magellana Stanisława Lema.